# Zarzour
Zarzour là một đô thị thuộc tỉnh Msila, Algérie. Dân số thời điểm năm 2002 là 1.876 người.